# Dlžín
Dlžín je obec na Slovensku v okrese Prievidza v Trenčínském kraji. Žije zde 165 obyvatel.
První písemná zmínka o obci je z roku 1272.
Nad obcí se nachází skromné pozůstatky stejnojmenného středověkého hradu.